# Bālā Holū Sarā
Bālā Holū Sarā (persiska: بالا هلو سرا) är en ort i Iran.   Den ligger i provinsen Gilan, i den norra delen av landet, 180 km nordväst om huvudstaden Teheran. Bālā Holū Sarā ligger 317 meter över havet och antalet invånare är 195.
Terrängen runt Bālā Holū Sarā är varierad. Runt Bālā Holū Sarā är det ganska tätbefolkat, med 134 invånare per kvadratkilometer. Närmaste större samhälle är Rūdsar, 12,3 km norr om Bālā Holū Sarā. I omgivningarna runt Bālā Holū Sarā växer i huvudsak blandskog.